# Wagner-Meerwein-omlegging
De Wagner-Meerwein-omlegging is een type 1,2-omlegging, waarbij een carbokation wordt omgelegd tot een stabieler carbokation door de migratie van een hydride, alkyl- of arylgroep. De omlegging treedt op als een intermediair mechanisme in diverse reacties, zoals de omzetting van een alcohol in een alkeen met behulp van een zure katalysator. De reactie wordt thermodynamisch en kinetisch bevoordeeld wanneer het resulterende carbokation meer gestabiliseerd is dan het oorspronkelijke: dit kan bijvoorbeeld doordat er meer substituenten op staan (hyperconjugatie), doordat ringspanning verloren gaat (omlegging van drie- en vierringen naar grotere en stabielere ringen, zoals zesringen) of doordat het resulterende carbokation een stabielere resonantiestructuur kan genereren. Dit laatste treedt bijvoorbeeld op als essentiële stap in de pinacolomlegging.
De reactie werd in 1899 door Georg Wagner in Kazan ontdekt. Hans Meerwein bestudeerde het reactiemechanisme in 1914 tijdens zijn onderzoek van pinacolomleggingen.
De Wagner-Meerwein-omlegging is wellicht een essentieel mechanisme in de biosynthese van diverse natuurproducten, waaronder terpenen en isoprenoïden.

## Reactiemechanisme
De reactie wordt bijvoorbeeld geïnitieerd door de protonering van het alcohol door een zuur. Daarbij wordt water afgescheiden en ontstaat een carbokation. Er volgt dan een 1,2-omlegging naar een stabieler carbokation. Dit is de eigenlijke Wagner-Meerwein-omlegging, waarbij een hydride, alkyl- of arylgroep van het ene koolstofatoom naar het naburige migreert:
Deprotonering met water levert ten slotte het alkeen en regenereert de zure katalysator.
Het carbokation kan ook ontstaan door een nucleofiele substitutie of een eliminatiereactie.
De reactie is sterk verwant aan de pinacolomlegging. Die reactie gaat op met een vicinaal diol en een zure katalysator.

## Voorbeeld
De omlegging werd voor het eerst vastgesteld in de omzetting van (iso)borneol in kamfeen, die als volgt verloopt:
De eerste stap is de protonering met afscheiding van water; de volgende stap is de 1,2-omlegging, waarbij het secundair carbokation wordt omgezet in een stabieler tertiair carbokation. Hierbij wordt de ringstructuur verbroken en ontstaat een nieuwe binding tussen twee koolstofatomen. De laatste stap is de deprotonering.